# Ботритис
Ботритис (лат. Botrytis) — род микроскопических несовершенных грибов семейства Склеротиниевые (Sclerotiniaceae). Представляет собой несовершенную стадию (анаморфу); совершенная — телеоморфа — относится к роду Ботриотиния (Botryotinia). Включает более 300 видов.

## Описание
Колонии гриба обычно пушистые, порошковидные или мучнистые. Мицелий бесцветный или окрашенный. Конидиеносцы бесцветные, серые или буроватые, длинные, разветвлённые. Конидии бесцветные или дымчатые, собраны в головки. Зимует в форме склероция. Для некоторых видов известна также половая стадия размножения с образованием плодового тела — апотеция. Эти формы относят к роду Ботриотиния. Апотеции обычно на длинных ножках, воронко-, бокало- или дисковидные.

## Распространение и экология
Представители рода широко распространены. Являются сапротрофами (на растительных остатках) и паразитами растений.

## Значение
Грибы рода Ботритис вызывают у растений заболевание, называемое серая гниль, или ботридиоз. Им поражаются многие сельскохозяйственные культуры, в том числе виноград, подсолнечник, земляника, малина, слива, вишня, свёкла, клевер, люпин и пр.. На поражённых органах появляются бурые некротические пятна и серый бархатистый налёт, состоящий из мицелия и конидий. Наиболее вредоносен Ботритис серый — космополит, паразитирующий на растениях различных семейств. Ботритис луковый (Botrytis allii) вызывает шейковую гниль лука, Ботритис тюльпанный (Botrytis tulipae) — загнивание луковиц, стеблей и цветков тюльпана, Ботритис эллиптический (Botrytis elliptica) поражает лилии, и т. п. Для борьбы с ботритисом применяются фунгициды; рекомендуются также протравливание семян, севооборот и правильное хранение урожая.